# Henri Elendé
Henri Elendé (Brazzaville, 13 de noviembre de 1941-Brazzaville, 23 de junio de 2022) fue un deportista congoleño que compitió en salto de altura. De niño, Elendé empezó a practicar deportes en la escuela. Posteriormente, ganó dos medallas de oro en salto de altura en dos ediciones de los Juegos de la Amistad. También estableció un récord nacional en 1965 con una altura de 2,14 metros, que se mantiene vigente desde 2022. Junto con Léon Yombe, formó parte del primer equipo olímpico en representar a la República del Congo.
En la ronda clasificatoria de salto de altura masculino, obtuvo el primer puesto, aunque en la final quedó último. Tras los Juegos, ganó una medalla de plata en salto de altura en los Juegos Panafricanos inaugurales. Posteriormente, se trasladó a París para estudiar; durante sus estudios, se convirtió en dos veces campeón universitario francés de salto de altura. Regresó al Congo en 1970 y ocupó numerosos cargos directivos, como el de Alto Comisionado para la Juventud y el Deporte.
Por su servicio en el deporte, fue nombrado atleta congoleño del siglo en 2000, recibió la Orden Nacional del Mérito Deportivo de manos del presidente de entonces y hay un gimnasio que lleva su nombre.

## Biografía
Henri Elendé nació el 13 de noviembre de 1941 en Brazzaville, República del Congo. Mientras estudiaba, Elendé también practicó atletismo. Ganó la medalla de oro en salto de altura en los Juegos de la Amistad inaugurales en Abiyán y en la segunda edición, en 1963, en Dakar.
En Châtellerault, el 6 de septiembre de 1965, Elendé estableció un récord nacional en salto de altura masculino con una altura de 2,14 metros. Hasta 2022, este récord no se ha superado, aunque fue igualado en 1997 por Jean-Claude Silao. Junto a Léon Yombe, competirían en los Juegos Olímpicos de Tokio 1964 como el primer equipo que representó a la República del Congo en unos Juegos Olímpicos.
En la ronda clasificatoria de salto de altura masculino, celebrada el 20 de octubre, Elendé obtuvo el primer puesto con una altura de 2,06 metros, clasificándose para la final. Al día siguiente, en la final, quedó último entre 20 competidores, superando tan solo 1,90 metros. Tras los Juegos, compitió en los Juegos Panafricanos de 1965 en Brazzaville como uno de los atletas más esperados y fue designado abanderado de la nación en la ceremonia inaugural. Ganó la medalla de plata en salto de altura masculino con una altura de 2,03 metros.
Tras los Juegos Panafricanos, se trasladó a París para estudiar en el Instituto Nacional del Deporte, la Experiencia y el Rendimiento y, posteriormente, en el Instituto Superior de Educación Física y Deportes. Durante sus estudios, se proclamó campeón universitario francés en 1965 y 1966. Gracias a sus resultados, entrenó con la selección francesa.
Tras graduarse en 1970, regresó al Congo y desempeñó funciones directivas en el ámbito deportivo, como Alto Comisionado para la Juventud y el Deporte. Posteriormente, fue nombrado atleta congoleño del siglo en 2000 y recibió la Orden Nacional del Mérito Deportivo de manos del presidente Denis Sassou-Nguesso. Un gimnasio cerca del Estadio Alphonse Massemba-Débat también lleva su nombre. Falleció el 23 de junio de 2022 a los 80 años en Brazzaville.